# Gornji Stepoš
Gornji Stepoš (en serbe cyrillique : Горњи Степош) est un village de Serbie situé sur le territoire de la Ville de Kruševac, district de Rasina. Au recensement de 2011, il comptait 806 habitants.

## Démographie

### Évolution historique de la population
| 1948 | 1953 | 1961 | 1971 | 1981 | 1991 | 2002 | 2011 |
| ---- | ---- | ---- | ---- | ---- | ---- | ---- | ---- |
| 637  | 690  | 777  | 764  | 842  | 890  | 832  | 806  |

|  |